# 极性转换
极性转换（英語：Umpolung），也称极性翻转、极性反转、极性颠倒，指有机化学中官能团极性的改变，是有机合成重要概念之一。此概念首先由德国化学家迪特·澤巴赫与美国化学家艾里亚斯·詹姆斯·科里提出，极性转换的英文名称Umpolung也由德语的Umpolung得来，意为极性倒转。
这里的极性，指的是官能团不同原子的亲电／亲核反应性；从逆合成分析来看，是指不同原子的供电子／受电子反应性。杂原子（如金属原子、氧、硫、硅等）的引入会改变化学键的极性，从而使某一基团的极性发生翻转，这也是极性转换的常用技巧。这样，这个基团既可作为正离子，也可作为负离子；既可作为供电子基团，也可作为受电子基团，很多看似无法获得的合成子都可以得到，官能团可以作为不同的“身份”来参与化学反应，有机合成反应的范围因此大大扩展。下面举几个例子来说明不同官能团的极性转换方法。

## 概述
由科里提出的逆合成分析是有机合成的常用方法之一，它通过拆开目标分子的结构，获得相应的合成前体碎片（合成子），来推导出有机合成的可能路线。这些合成子大多是带有供电子性或受电子性的（亲核／亲电，或不准确地讲，负电／正电），可能是稳定存在的微粒，如氰离子（{\displaystyle CN^{-}\,}），也可能是不稳定或不存在的离子，如碳正离子和碳负离子。后一种情况中，可以借助相应的“合成子等价物”来作为合成子。
合成子具有一套特殊的分类方法。以右图为例，用{\displaystyle X\,}代表杂原子，比如O、N、S，该位置被定义为0号；沿着碳链，周围的碳原子分别定为1号、2号、3号、4号等，记为{\displaystyle C^{1},C^{2},C^{3},C^{4}\,}...。具有供电子性的原子记作{\displaystyle d\,}，具有受电子性的原子记作{\displaystyle a\,}，若产物中仍含有杂原子官能团，则碳编号也要同时记在右上方。比如，若{\displaystyle C^{1}\,}因为受电子能力而形成活性中心，那么它就是{\displaystyle a^{1}\,}合成子。在碳之前，杂原子自身也可以因为有供电子活性，记为{\displaystyle d^{0}\,}合成子。
在杂原子{\displaystyle X\,}的影响下，碳链通常会产生规律的供电子性与受电子性变化：以{\displaystyle X\,}为基准，{\displaystyle C^{1}\,}为受电子性，{\displaystyle C^{2}\,}为供电子性，{\displaystyle C^{3}\,}为受电子性，形成右图所示的d/a交替排列的方式。这样的现象称为常规的反应性，是极性转换前各原子的供／受电子性质。而极性转换可以使某一原子的供／受电子性质发生改变，获得一些非常规的合成子，以满足逆合成分析中的需要。这也便是极性转换的重要性。

## 羰基化合物
羰基化合物中的羰基中，受电负性影响，通常碳原子为正电性（亲电性），氧原子为负电性（亲核性），常规的合成子即酰基正离子合成子。极性转换可以使碳原子变为{\displaystyle d^{1}\,}合成子，产生一系列的亲核性酰基负离子等价物，为其他羰基化合物的合成提供途径。羰基在反应中可以保留也可以不保留，分别看作是“未掩蔽”或“掩蔽”的羰基。这些反应中，最为熟知的羰基极性转换方法，恐怕要数1,3-二噻烷（缩硫醛）与安息香缩合反应。
醛（如乙醛）可以和1,3-丙二硫醇形成二噻烷。由于硫对碳负离子具有特殊的稳定性，故邻位的碳有酸性，用正丁基锂在低温四氢呋喃中处理，得到相应的亲核性碳负离子（{\displaystyle d^{1}\,}）。该锂化的碳负离子作为亲核试剂，可以和卤代烃（溴化苄）、其他羰基化合物（环己酮）以及环氧乙烷衍生物（苯基环氧乙烷）等{\displaystyle a\,}合成子发生亲核取代，生成的产物水解，又得回羰基，因此产物是另一个羰基化合物。常用的水解试剂有氯化汞、氧化汞／水、双(三氟乙酰氧基)碘苯、硝酸铈铵和三丁基锡烷，它们的水解机理各有不同。此法可以由甲醛合成高级醛，由醛合成酮。如果以{\displaystyle X(CH_{2})_{n}X\,}类型的烷基化试剂，经过两次反应，可以很方便地得到4-7元环酮。

安息香缩合是羰基极性转换另一类方法的代表，也是人们最早知道的极性转换的例子。反应物苯甲醛中的羰基碳原子是亲电性的。首先发生氰离子对羰基碳的亲核加成，然后质子由碳转移到氧上，形成一个碳负离子，其中的碳发生了极性转换，是亲核性的。然后该碳原子亲核进攻另一分子的苯甲醛的亲电性羰基碳，质子转移，氰离子离去，得到产物安息香。整个反应的示意图如下。

受以上反应中氰基对负电荷稳定性的启发，人们又研究了其他腈类，结果发现形成α-氰醚与α-氰胺的反应对脂肪醛适用，是相应的酰基负离子等价物，可以有效弥补安息香缩合反应无法应用于脂肪醛的缺点。反应中的羟基常采用三甲基硅基或1-乙氧基乙基进行保护。下面的β-乙酰基环己酮就是用这种方法合成的。

用有机金属试剂也可以达到使羰基碳发生极性转换的目的，例如下图中的五羰基铁和酰基氯化二茂锆。

α-氰醚中的氰基和烷氧基都被氯替换，或氰基为氢，烷氧基为硝基时形成的化合物，以及酰基锂、烯醚、α-烷硫基亚砜类化合物，都具有掩蔽羰基，使羰基碳带有亲核性的作用。下面仅举烯醚（乙烯基甲醚）的例子来说明。烯醚等类型的烯基化合物，其α-氢具有酸性，可以与叔丁基锂在低温作用生成相应的锂盐，即对应酰基负离子的等价物。烯醚可以是烯醇醚、烯硫醇醚或烯基硅醚，烃基锂也可以先与碘化亚铜反应，做成二烷基铜锂的形式与亲电体反应。反应最终得到乙酰化的产物。
羰基化合物发生卤代（生成卤代酮）后，其{\displaystyle C^{2}\,}发生极性转换，由{\displaystyle d^{2}\,}转变为{\displaystyle a^{2}\,}，可与亲核试剂发生反应。反应中的羰基常以缩醛的形式进行保护。
α,β-不饱和羰基化合物的{\displaystyle C^{3}\,}本来是亲电性的，但借助{\displaystyle SR,NR_{2},SiR_{3}\,}等基团掩蔽起来后，若{\displaystyle C^{1}\,}上没有氢，则碱作用下负电荷会向{\displaystyle C^{3}\,}转移，发生由{\displaystyle a^{3}\,}到{\displaystyle d^{3}\,}的极性转换，使之与亲电试剂起反应。或者，{\displaystyle C^{1}\,}上的氢可以在碱作用下，由{\displaystyle C^{1}\,}迁移到{\displaystyle C^{3}\,}，形成具有两位反应性的烯丙基负离子，则也会发生{\displaystyle C^{3}\,}的极性转换。
下图中的反应也是α,β-不饱和羰基化合物的{\displaystyle C^{3}\,}发生极性转换的例子。形式上看，它属于Heck反应，但反应不是用钯催化，而是使用了一个三唑衍生出的氮杂环卡宾。它与不饱和酯的β-碳发生加成，生成一个烯醇负离子，经互变异构得到羰基，同时β-碳发生极性转换变为亲核性。然后与溴发生亲核取代，溴离子离去，磷酸根离子处理使卡宾离去，以92%的产率得到产物（4）。

## 其他
烷烃的极性转换：以卤代烃为原料，制取有机金属化合物的反应便是烷烃极性转换的例子。反应前的{\displaystyle C^{1}\,}为亲电性，反应后为亲核性，它由{\displaystyle a\,}合成子变为{\displaystyle d\,}合成子。以格氏试剂为例，反应前后烷基分别是正离子和负离子，如下。
再如，卤代烷C-X异裂得到的碳正离子是亲电性的，但均裂得到的自由基是亲核性的；连有吸电子基的碳负离子是亲核性的，但连有吸电子基的自由基是亲电性的。

烯烃的极性转换：通常，烯烃具有供电子性，是{\displaystyle d\,}合成子。但双键连有吸电子基的烯烃会使电子密度减少，使其转变为{\displaystyle a\,}合成子。此外，金属配合物的生成也可以使烯键发生极性转换。
芳烃的极性转换：芳香环一般为供电子性，容易发生亲电芳香取代反应。但与金属原子配位后，其电子密度减少，转换为{\displaystyle a\,}，可以和亲核试剂（如下方烷基锂）发生芳香亲核取代反应，氧化剂（如碘）处理后金属配体脱去，又可得到芳环。

胺的极性转换：胺的极性转换可通过形成亚胺离子（曼尼希反应）或形成亚硝胺（见下）来完成。